# ずうとるび すとうりい
『ずうとるび すとうりい』は、ずうとるびのベストアルバム。
1977年2月5日に東芝EMIから発売された。

## 解説
- ずうとるび初のベストアルバム。
- 今作はデビュー3周年を記念して発売された。
- 東芝EMIからのリリースだが、一部の楽曲はエレックレコード在籍時の音源がそのまま使用されている。

## 収録曲

### Disc 1
A面
1. オープニング（メンバーからのメッセージ）
2. 透明人間
  - 作詞・作曲：山田隆夫
  - 1stシングル。
3. 恋のパピプペポ
  - 作詞：岡田冨美子、作曲：佐瀬寿一
  - 2ndシングル。
4. みかん色の恋
  - 作詞：岡田冨美子、作曲：佐瀬寿一
  - 3rdシングル。
5. 恋があぶない
  - 作詞：岡田冨美子、作曲：佐瀬寿一
  - 4thシングル。
6. 太陽の季節
  - 作詞：岡田冨美子、作曲：穂口雄右
  - 5thシングル。

B面
1. 初恋の絵日記
  - 作詞：岡田冨美子、作曲：加瀬邦彦
  - 6thシングル。
2. 恋の夜行列車
  - 作詞・作曲：山田隆夫、補作詞：岡田冨美子
  - 7thシングル。
3. ペチャパイブギ
  - 作詞・作曲：山田隆夫
  - 8thシングル。
4. 愛の反逆
  - 作詞：千家和也、作曲：佐瀬寿一
  - 9thシングル。
5. 大した娘だよキミは（リトルダーリン・スーパースター）
  - 作詞：阿久悠、作曲：三木たかし
  - 10thシングル。
6. ふとしたはずみで
  - 作詞：阿久悠、作曲：三木たかし
  - 11thシングル。

### Disc 2
A面
1. 心に書いたラブレター
  - 作詞：門谷憲二、作曲：クニ河内
  - 2ndアルバム「ずうとるびセカンド みかん色の恋」に収録。
2. 海水浴
  - 作詞・作曲：山田隆夫
  - 2ndアルバム「ずうとるびセカンド みかん色の恋」に収録。
3. 愛の姿
  - 作詞・作曲：山田隆夫
  - 5thアルバム「恋の夜行列車～愛と冒険の旅～」に収録。
4. こずえちゃん
  - 作詞・作曲：山田隆夫、補作詞：佐藤公彦
  - 1stアルバム「ずうとるびファースト」・3rdシングル「みかん色の恋」に収録。
5. ひまわりの様な女の子
  - 作詞・作曲：山田隆夫
  - 2ndアルバム「ずうとるびセカンド みかん色の恋」に収録。
6. ずうとるびカンフー
  - 作詞：山田隆夫、作曲：つのだ☆ひろ
  - 6thアルバム「ずうとるびファイト!」に収録。

B面
1. 私が風なら
  - 作詞・作曲：山田隆夫
  - 1stアルバム「ずうとるびファースト」に収録。
2. 天に星、地に花、人に愛
  - 作詞・作曲：山田隆夫
  - ライブアルバム「ずうとるびファースト・ライブ」に収録。
3. カナリヤの家出
  - 作詞：岡田冨美子、作曲：佐瀬寿一
  - 6thアルバム「ずうとるびファイト!」に収録。
4. お前
  - 作詞：新井康弘、作曲：佐瀬寿一
  - 2ndアルバム「ずうとるびサード 恋があぶない」に収録。
5. The Time Machine
  - 作詞・作曲：山田隆夫
6. 三杯のコーヒー
  - 作詞・作曲：山田隆夫
  - 5thアルバム「恋の夜行列車～愛と冒険の旅～」に収録。
7. ずうとるびファイト
  - 作詞：山田隆夫、作曲：ソウル・レター
  - 6thアルバム「ずうとるびファイト!」に収録。

| スタブアイコン | サブスタブ | この項目は、まだ閲覧者の調べものの参照としては役立たない、アルバムに関連した書きかけの項目です。この項目を加筆・訂正などしてくださる協力者を求めています（P:音楽/PJ:アルバム）。 |